# Visconde de São Jerónimo
Visconde de São Jerónimo foi um título criado por decreto de 5 de Novembro de 1862, do rei D. Luís I de Portugal, a favor de Basílio Alberto de Sousa Pinto, reitor da Universidade de Coimbra.
Usaram o título
1. Basílio Alberto de Sousa Pinto (1793–1881)
2. Basílio Alberto de Sousa Pinto (1909–1989)

Após a proclamação da República e o fim do sistema nobiliárquico, tornou-se pretendente ao título José Manuel Guerra de Sousa Pinto (falecido a 02/12/2014).